# Sainte-Marguerite, Haute-Loire
Sainte-Marguerite là một xã thuộc tỉnh Haute-Loire trong vùng Auvergne-Rhône-Alpes, nam trung bộ nước Pháp. Sainte-Marguerite tọa lạc trong công viên tự nhiên Livradois-Forez.
Sông Senouire chảy theo hướng tây nam qua phần đông nam thị trấn.